# День незалежності Греції
День незалежності Греції (грец. Ημέρα της Ελληνικής Ανεξαρτησίας), День національного відродження Греції, або 25 березня (грец. 25ης Μαρτίου) — загальнонаціональне свято Греції, в цей день греки та філелліни віддають шану героям Революції 1821—1829 років, яка власне розпочалась із повстання 25 березня 1821 року.
Свято збігається із православним святом Благовіщення Пресвятої Богородиці, яке у Греції, за новоюліанським календарем, також щорічно святкується 25 березня.

## Останні роки
У столиці Греції Афінах в цей день відбувається військовий парад та урочиста хода (грец. Παρέλαση 25ης Μαρτίου) та масові святкові заходи, як світські, так і релігійні. 2010 року в Афінах до параду архієпископ Афінський та всієї Еллади Ієронім II здійснив доксологію, за участю Президента Греції Каролоса Папульяса, міністра охорони здоров'я Марілізи Ксенояннакопулу, яка представляла уряд, та спікера Грецького парламенту Філіппоса Пецальнікоса.
2011 року міністр закордонних справ Дімітріс Друцас 24 березня відкрив виставку історичних документів і творів мистецтва, пов'язаних з революцією 1821 як основний захід з відзначення 190-річчя від початку боротьби греків за незалежність від Османської імперії. Крім того, вхід до усіх музеїв, археологічних зон та виставок по всій Греції 25 березня оголошений вільним. В Афінах офіційне святкування розпочалось молебнем на чолі з Ієронімом II. Після цього Каролос Папуліас поклав квіти до могили Невідомого солдата перед Грецьким парламентом. За цим розпочався святковий парад, на якому були присутні Каролос Папуліас, віцепрем'єр-міністр Теодорос Пангалос, Вангеліс Мімаракіс, Георгіос Каратзаферіс та колишні президенти Греції Христос Сардзетакіс і Константінос Стефанопулос. Широкі святкування відбулись у США: президент США Барак Обама особисто зустрівся та привітав архієпископа Америки Деметріоса, 27 березня святковий парад відбувся на 5-й авеню в Мангеттені, Нью-Йорк.

## Історія
З середини 14 століття Греція по частинах завойовувалася Османською імперію. Наприкінці століття турки, захопивши Македонію і Фессалію, підкорили собі частину Центральної Греції. 29 травня 1453 року головне місто Візантійської імперії Константинополь захоплене Османською імперією. Цей день вважається точкою відліку чотирьохсотлітнього османського панування у Греції.
Проте навіть у 15-16 століттях не всі греки підкорились новій владі, вони тікали у гори та засновували нові поселення. Вільними залишались і деякі райони Пелопоннесу, зокрема півострів Мані, мешканці якого, маніоти, які вважаються прямими нащадками давніх спартанців, стали піонерами грецького визвольного руху.
Перше велике повстання грецького народу проти османського гніту відбулося 1770 року під час російсько-турецької війни 1768—1774 років. Воно було пов'язане з появою в Егейському морі російської ескадри під командуванням адмірала Григорія Спіридова та Олексія Орлова. Однак це повстання жорстоко придушили.

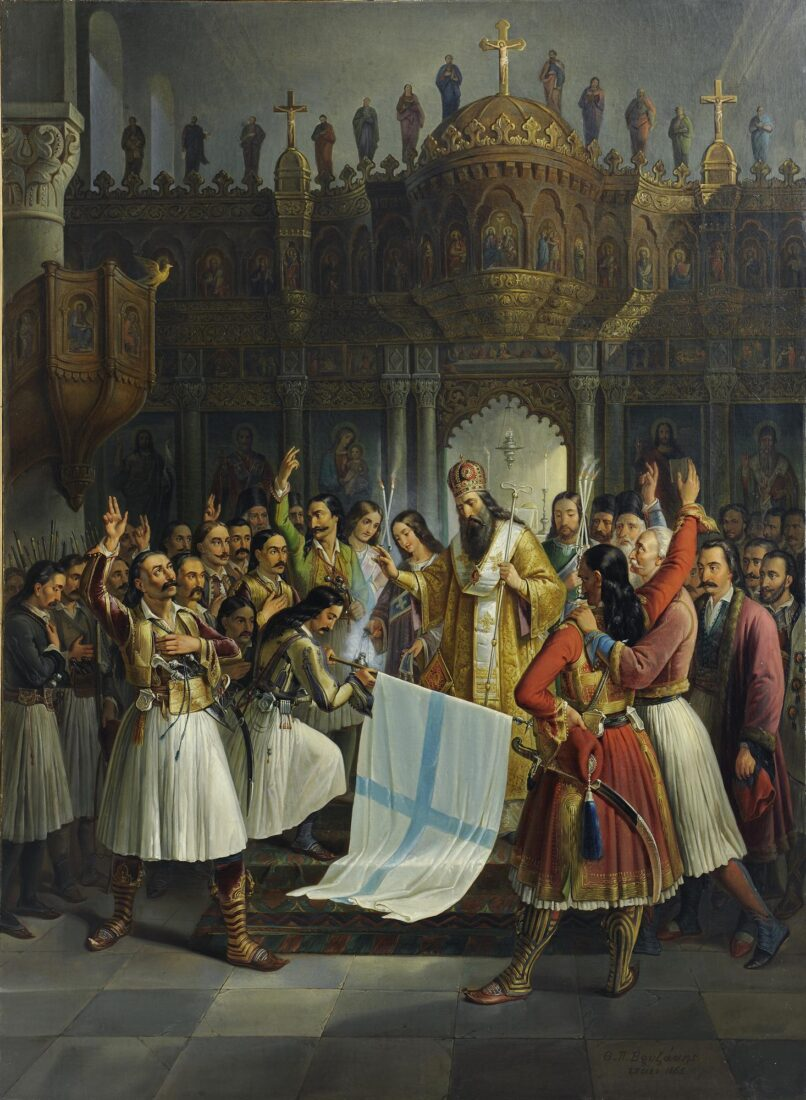
Митрополит Германос благословляє стяг повсталих в монастирі Ая-Лавра, Теодорос Врізакіс

Національне відродження Греції почалося в Україні. Так, 1814 року в Одесі грецькими патріотами Ніколаосом Скуфасом, Еммануїлом Ксантосом і Афанасієм Цакаловим засноване товариство «Філікі Етерія», яке головним чином і підготувало організоване збройне повстання в Греції. Осередки товариства діяли майже в усіх великих містах Греції та в колишніх середземноморських грецьких колоніях. 1820 року товариство очолив Олександр Іпсіланті.
24 лютого 1821 в Яссах Олександр Іпсіланті звернувся до повстанців у своїй відозві «В бій за віру і батьківщину», після чого сотні патріотів прибули у його табір в Молдові. За місяць повстання поширилось у Греції, розпочалась Грецька національно-визвольна війна.

### 25 березня 1821 року
25 березня 1821 року у день Благовіщення в монастирі Ая-Лавра в Калавриті вперше пролунав заклик «Свобода або смерть» і митрополит Германос Патрський підняв стяг революції. За цим слідували роки звитяжної боротьби за незалежність від османського панування. За вісім років революції у Греції мобілізовано близько 100 тисяч солдатів, близько 50 тисяч з них загинули. Проте жертви ці не стали марними: 1829 року Османська імперія визнала незалежність Грецької Республіки за Адріанопольським мирним договором, а 3 лютого 1830 року «великі держави» підписали Лондонський протокол, за яким також визнали незалежну Грецьку державу. 14 серпня 1832 року остаточно визначено кордони нової європейської держави за уявною лінією, що сполучала Пагасетійську та Амбракійську затоки.
25 березня оголошено національним святом указом від 15 березня 1838 року, того ж року відбулось перше його офіційне святкування. В цей день в Афінах відбулась урочиста літургія у храмі Святої Ірини, на вулицях зібрались тисячі мешканців, серед яких були й революціонери, а ввечері на Акрополі та Лікавіті встановили палаючі хрести.